# Helene von der Pfalz
Helene von der Pfalz (* 9. Februar 1493 in Heidelberg; † 4. August 1524 in Schwerin) aus der Familie der Wittelsbacher war eine Pfalzgräfin von Simmern und durch Heirat Herzogin zu Mecklenburg.

## Leben

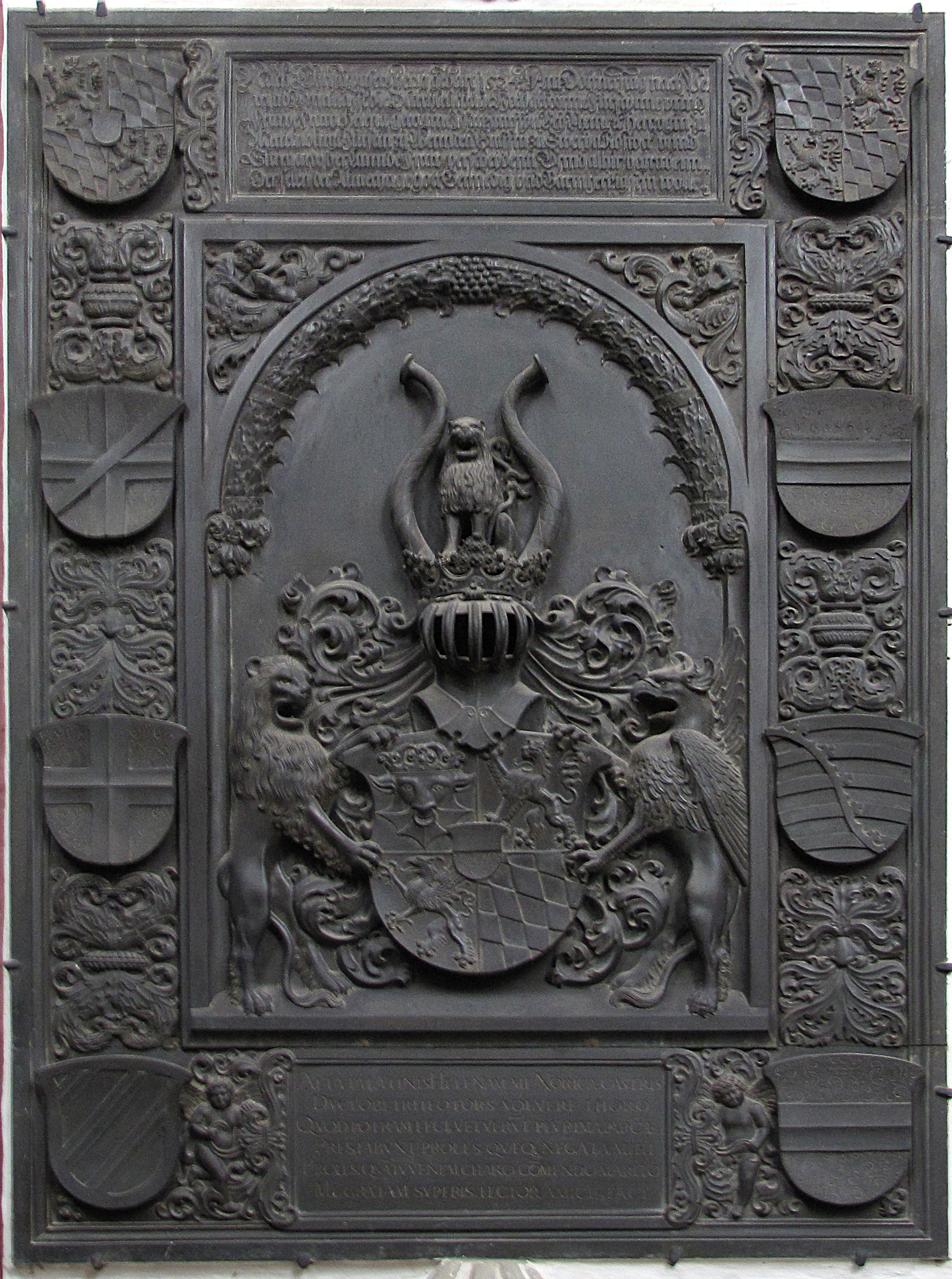
Epitaph im Schweriner Dom

Helene war eine Tochter des Kurfürsten Philipp von der Pfalz (1448–1508) aus dessen Ehe mit Margarete (1456–1501), Tochter des Herzogs Ludwig IX. von Bayern-Landshut.
Sie heiratete am 15. Juni 1513 in Wismar Herzog Heinrich V. zu Mecklenburg (1479–1552). Um die Braut nicht in den Schatten zu stellen, musste Frau Fineke von Greese angewiesen werden, nicht ihr bestes Kleid anzulegen. Das Beilager wurde in einem bis dato nicht bekannten Gepränge, unter Anwesenheit zahlreicher Reichsfürsten,  abgehalten.
Helene wurde im Schweriner Dom bestattet. Ihre Beisetzung dort war die erste in der mecklenburgischen Fürstenfamilie, die bisher die Doberaner Klosterkirche als Grablege nutzten. Ihr Epitaph, geschaffen von Peter Vischer, kurz nach ihrem Tod aufgestellt und bis 1845 an der Rückwand der Altarmauer befestigt, befindet sich an einem Pfeiler am südlichen Umgang neben der Kirchentür.

## Nachkommen
Aus ihrer Ehe hatte Helene folgende Kinder:
- Philipp (1514–1557), Herzog zu Mecklenburg
- Margarete (1515–1559)

⚭ 1537 Herzog Heinrich II. von Münsterberg-Oels (1507–1548)
- Katharina (1518–1581)

⚭ 1538 Herzog Friedrich III. von Liegnitz (1520–1570)